# Bahnhof Minami-Otaru
Der Bahnhof Minami-Otaru (jap. 南小樽駅, Minami-Otaru-eki) ist ein Bahnhof auf der japanischen Insel Hokkaidō. Er befindet sich in der Unterpräfektur Shiribeshi auf dem Gebiet der Stadt Otaru.

## Verbindungen
Minami-Otaru ist ein Durchgangsbahnhof und früherer Trennungsbahnhof an der Hakodate-Hauptlinie von Hakodate nach Sapporo, der wichtigsten Bahnstrecke Hokkaidōs. Diese wird von der Gesellschaft JR Hokkaido betrieben. Regionalzüge zwischen den genannten Bahnhöfen verkehren durchschnittlich alle 10 bis 20 Minuten. Hinzu kommen Eilzüge (Ishikari Liner) von Otaru über Sapporo nach Iwamizawa sowie der halbstündlich verkehrende Schnellzug Rapid Airport zum Flughafen Neu-Chitose. Der dieselbetriebene Schnellzug Niseko Liner verbindet Sapporo mit Kutchan (ein Zugpaar täglich). Beim Bahnhof halten Buslinien der Gesellschaft Hokkaidō Chūō Bus.

## Anlage
Der Bahnhof befindet sich im Stadtteil Sumiyoshi-chō und ist von Südosten nach Nordwesten ausgerichtet. Er besitzt zwei Gleise, die beide dem Personenverkehr dienen (ein drittes Gleis ist entfernt worden). Die Gleise und der überdachte Mittelbahnsteig liegen in einem Einschnitt. Eine gedeckte Überführung stellt die Verbindung zum ebenerdigen Empfangsgebäude an der Nordostseite der Anlage her. Dieses ist in einen Supermarkt der Einzelhandelskette 7-Eleven integriert, der auch den Fahrkartenverkauf durchführt. Eine vierspurige Straßenbrücke überspannt ebenfalls die Gleisanlagen.

## Bilder

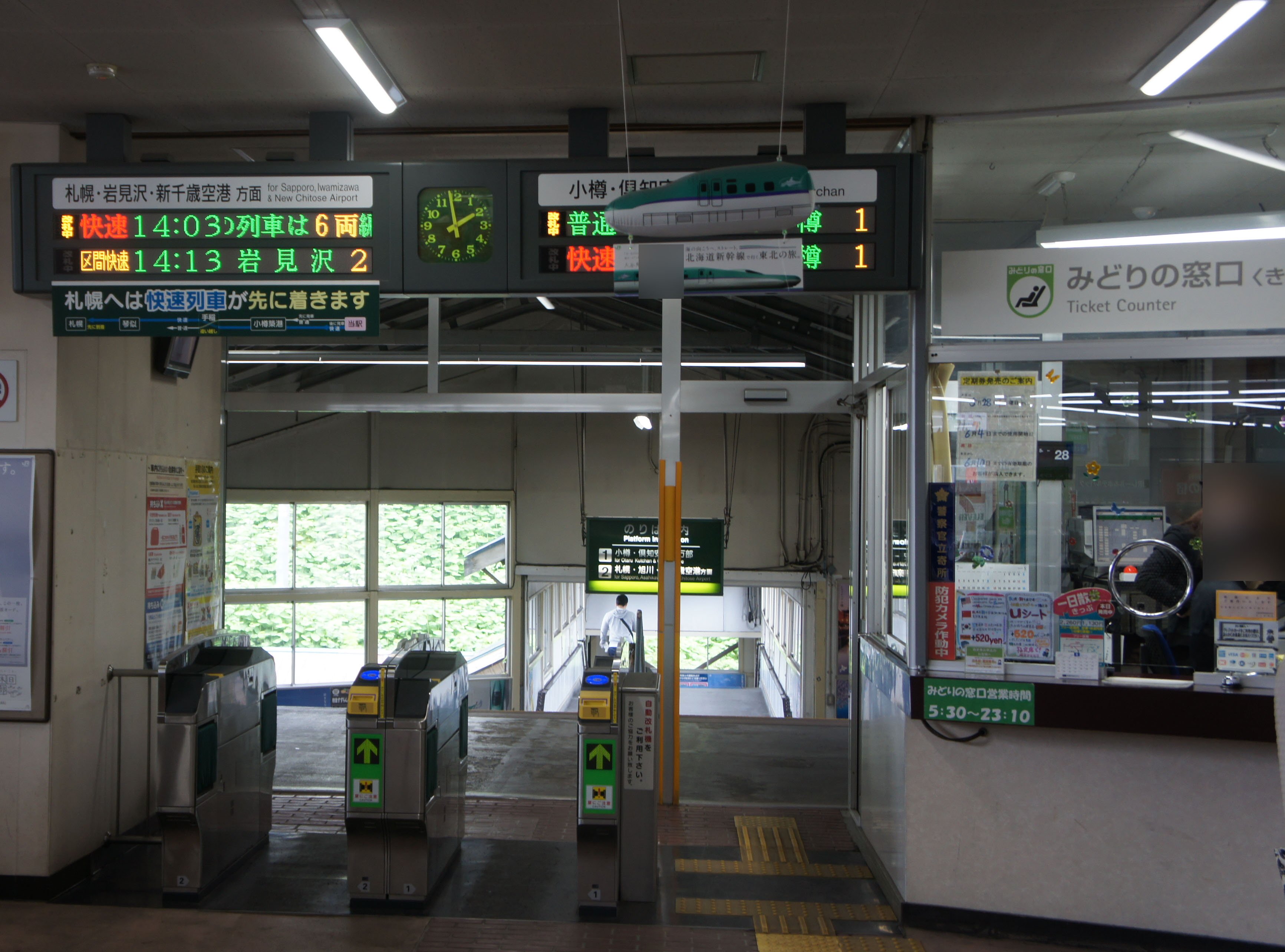
Schalterhalle
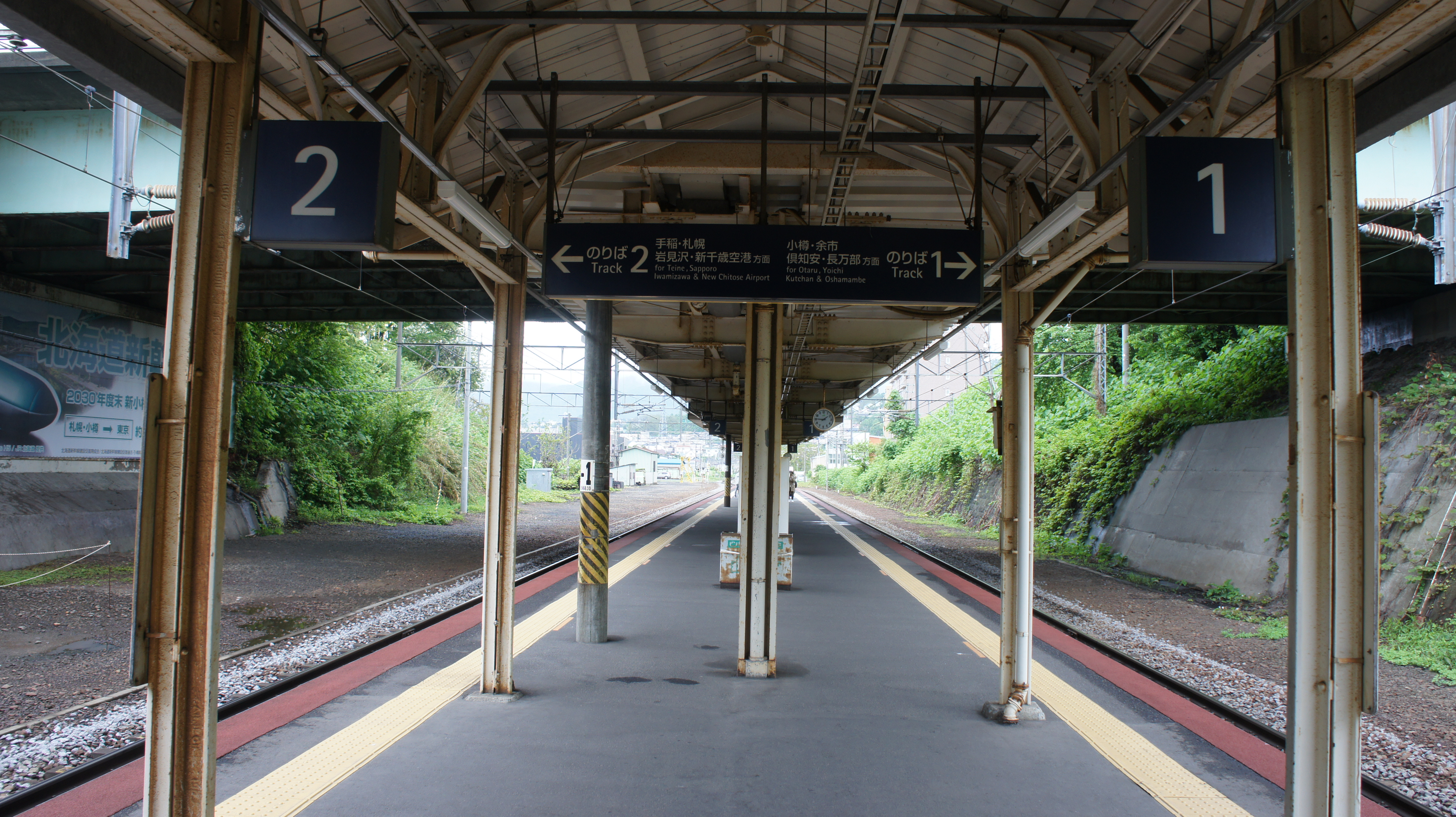
Mittelbahnsteig
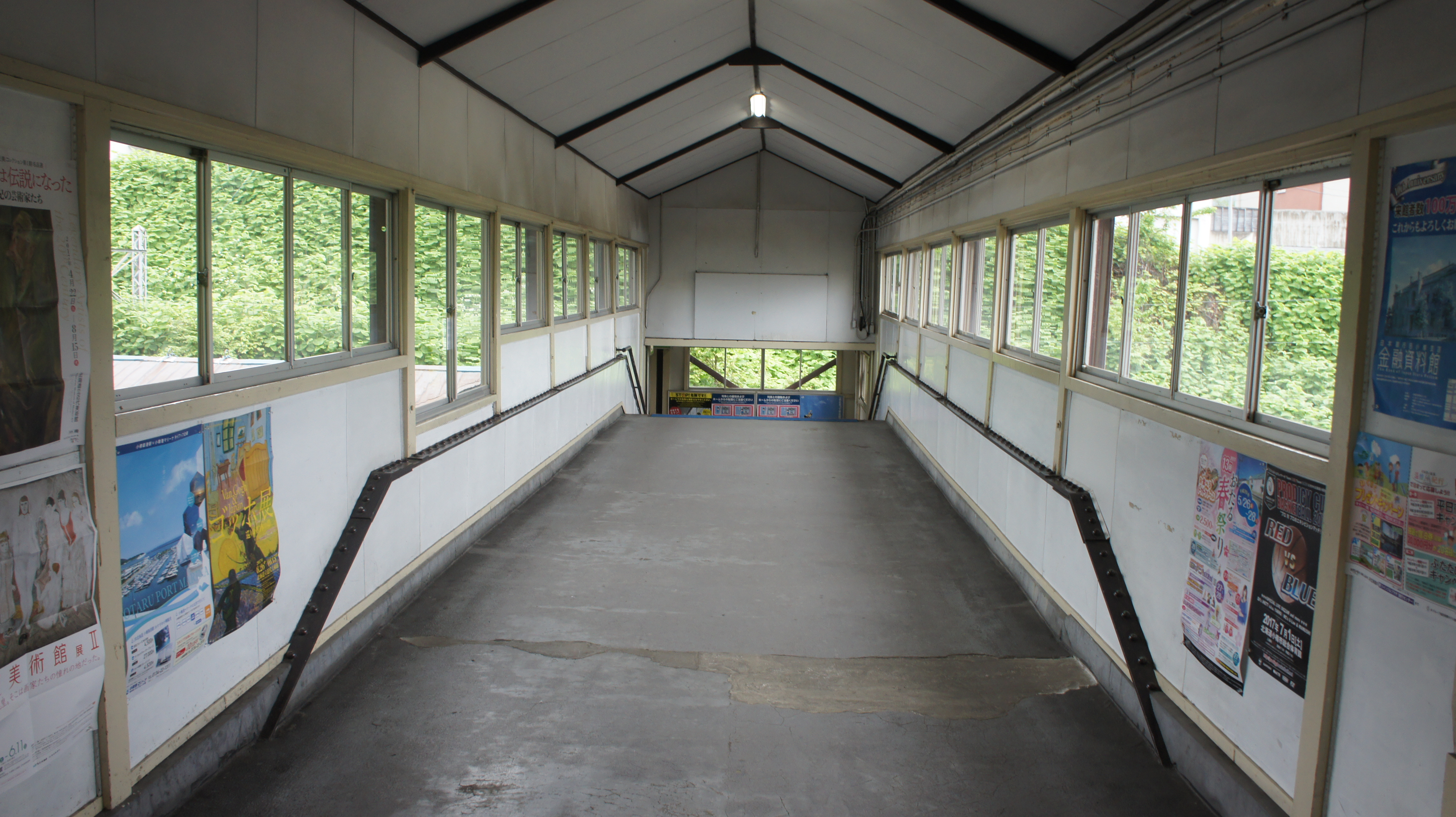
Überführung
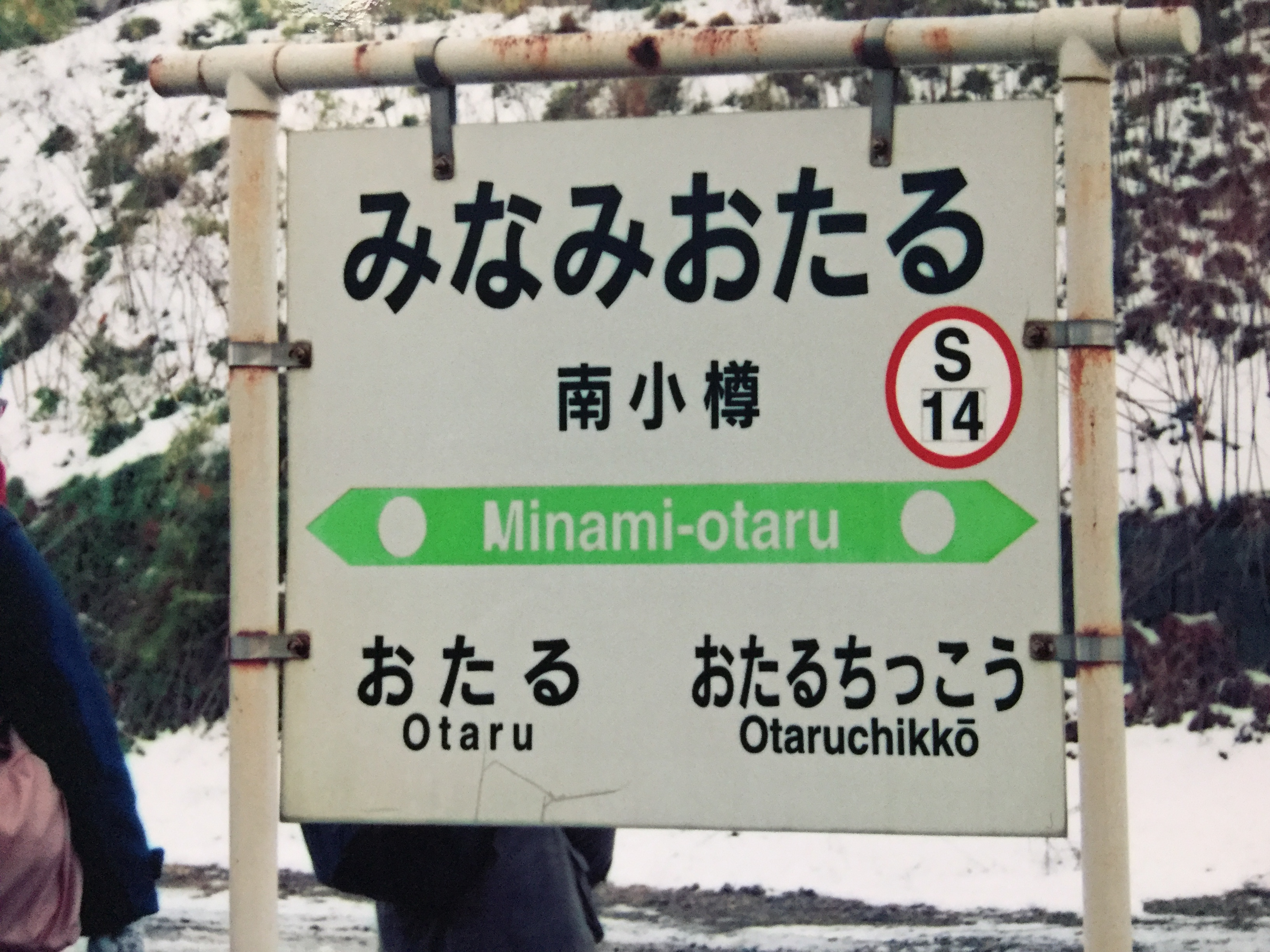
Bahnhofschild
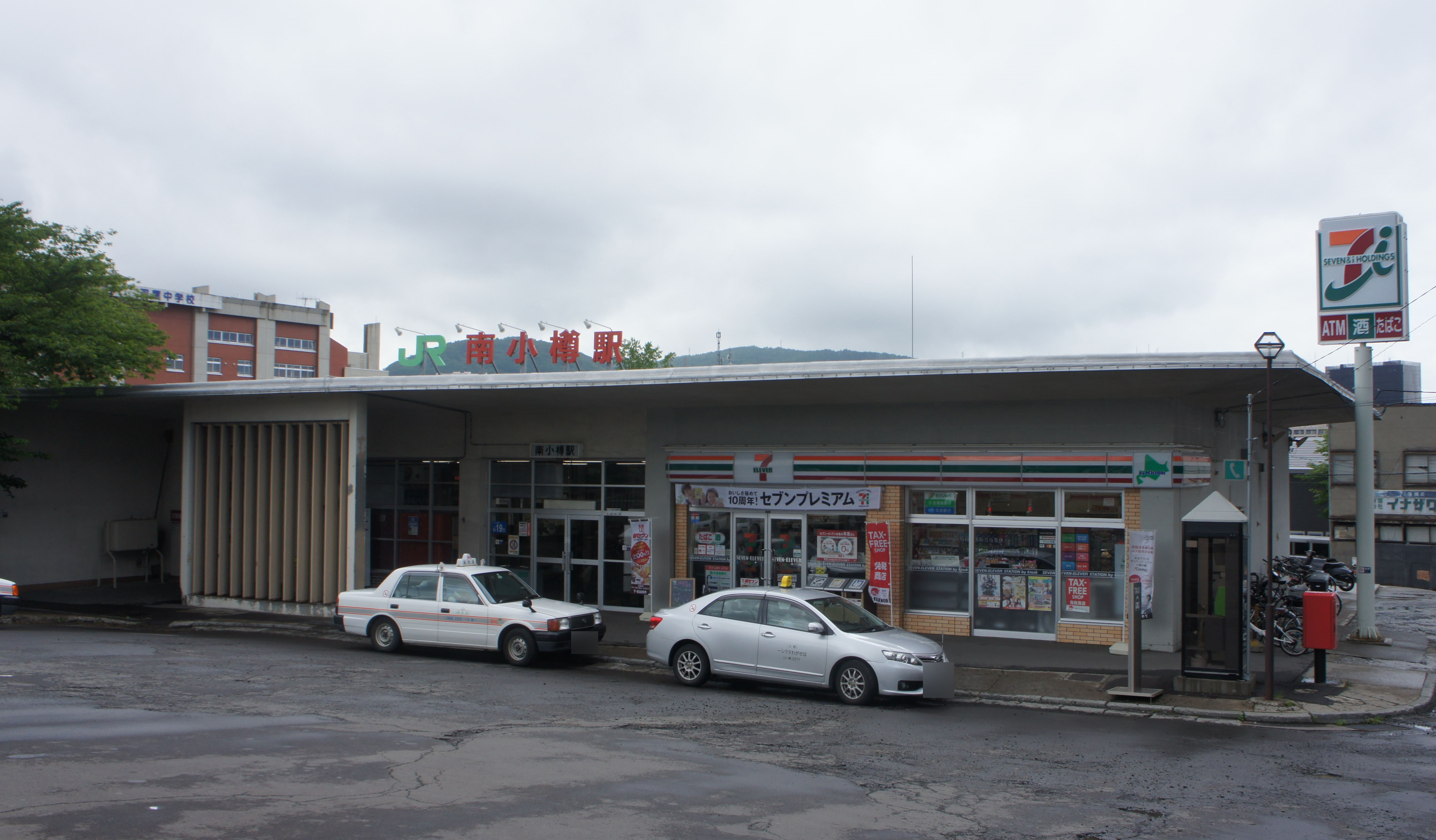
Bahnhofsgebäude (Mai 2017)

## Gleise
| 1 | ▉ Hakodate-Hauptlinie | Otaru • Kutchan • Oshamambe                         |
| 2 | ▉ Hakodate-Hauptlinie | Teine • Sapporo • Iwamizawa • Flughafen Neu-Chitose |

## Linien
| Verlauf der Hakodate-Hauptlinie |
| --- |
| Hakodate • Goryōkaku • Kikyō • Ōnakayama • Nanae • Shin-Hakodate-Hokuto • Niyama • Ōnuma • Ōnumakōen • Akaigawa • Komagatake • Mori • Katsuragawa • Ishiya • Hon-Ishikura • Ishikura • Otoshibe • Nodaoi • Yamakoshi • Yakumo • Washinosu • Yamasaki • Kuroiwa • Kita-Toyotsu • Kunnui • Oshamambe • Futamata • Warabitai • Kuromatsunai • Neppu • Mena • Rankoshi • Konbu • Niseko • Hirafu • Kutchan • Kozawa • Ginzan • Shikaribetsu • Niki • Yoichi • Ranshima • Shioya • Otaru • Minami-Otaru • Otaru-Chikkō • Asari • Zenibako • Hoshimi • Hoshioki • Inaho • Teine • Inazumikōen • Hassamu • Hassamuchūō • Kotoni • Sōen • Sapporo • Naebo • Shiroishi • Atsubetsu • Shinrinkōen • Ōasa • Nopporo • Takasago • Ebetsu • Toyohoro • Horomui • Kami-Horomui • Iwamizawa • Minenobu • Kōshunai • Bibai • Chashinai • Naie • Toyonuma • Sunagawa • Takikawa • Ebeotsu • Moseushi • Fukagawa • Osamunai • Chikabumi • Asahikawa Sawara-Zweigstrecke: Ōnuma • Chōshiguchi • Shikabe • Oshima-Numajiri • Oshima-Sawara • Kakarima • Oshironai • Higashi-Mori • Mori |

## Geschichte

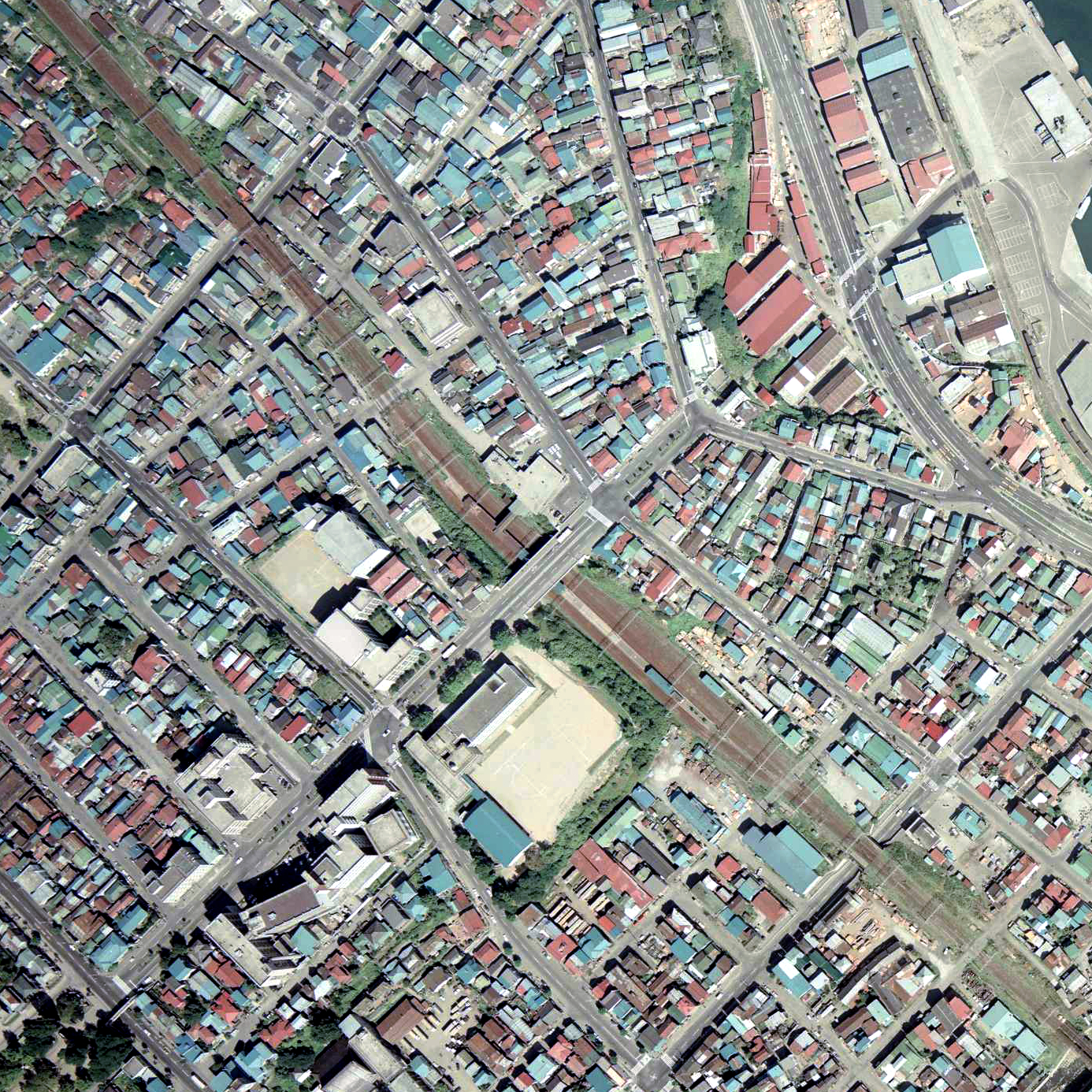
Luftansicht (1976)

Die staatliche Bahngesellschaft Horonai Tetsudō eröffnete am 11. November 1880 provisorisch den Bahnhof Kaiunchō (開運町). Zweieinhalb Wochen später folgte am 28. November 1880 die offizielle Eröffnung. Die damalige Strecke umfasste den Teil der späteren Hakodate-Hauptlinie zwischen Sapporo und diesem Bahnhof sowie die daran anschließende Temiya-Linie zum Hafen von Otaru. Ein Großbrand zerstörte den Bahnhof Kaiunchō im Mai 1881. Er wurde um einige Dutzend Meter versetzt am heutigen Standort wiederaufgebaut und am 22. Mai 1881 unter der neuen Bezeichnung Sumiyoshi (住吉) in Betrieb genommen.
Ab 11. Dezember 1889 war die private Bergbau- und Bahngesellschaft Hokkaidō Tankō Tetsudō zuständig. Diese benannte den Bahnhof am 11. Juni 1900 in Otaru (小樽) um. Mit der Inbetriebnahme einer Verbindung zum Bahnhof Takeshima (heute Bahnhof Otaru) am 1. August 1905 bestand ein Anschluss zur Strecke der Hokkaidō Tetsudō in Richtung Hakodate. Das kurze Teilstück wurde zunächst nur von Güterzügen befahren, ab 8. September 1906 auch von durchgehenden Reisezügen zwischen Sapporo und Hakodate. Die Verstaatlichung der Hokkaidō Tankō Tetsudō geschah am 1. Oktober 1906, die Hokkaidō Tetsudō folgte am 1. Juli 1907.
Das nun zuständige Eisenbahnamt (das spätere Eisenbahnministerium) baute 1909/10 den durch Otaru führenden Teil der Hakodate-Hauptlinie und die Temiya-Linie zweigleisig aus. Von Juli 1907 bis August 1912 war der Personenverkehr suspendiert. Seit dem 15. Juli 1920 trägt der Bahnhof den Namen Minami-Otaru. Im November 1943 ließ das Ministerium das zweite Gleis auf der Temiya-Linie wieder entfernen. Der Personenverkehr zum Hafen ruhte von Oktober 1943 bis November 1948 erneut und wurde am 14. Mai 1962 endgültig eingestellt. Die Japanische Staatsbahn gab am 1. Oktober den Güterumschlag in Minami-Otaru am 1. Oktober 1965 auf, am 28. August 1968 elektrifizierte sie die Hakodate-Hauptlinie. Am 1. Oktober 1974 stellte sie auch die unrentabel gewordene Gepäckaufgabe ein. Der verbliebene Güterverkehr auf der Temiya-Linie endete am 5. November 1985; seither wird die Strecke nicht mehr genutzt. Im Rahmen der Staatsbahnprivatisierung ging der Bahnhof am 1. April 1987 in den Besitz der neuen Gesellschaft JR Hokkaido über.